# Municipio de Chiquilistlán
El municipio de Chiquilistlán es un municipio del estado de Jalisco, México. Su cabecera es la localidad de Chiquilistlán. Se localiza en el sureste del estado, en la Región Sierra de Amula; a 75 kilómetros al sureste de Guadalajara. Su nombre significa "Lugar de Cigarras", su extensión territorial es de 432.31 km². Según datos del INEGI 2010 el municipio tiene 5814 habitantes y se dedican principalmente al sector primario.

## Toponimia
Chiquilistlán se deriva de las palabras náhuatl "Chiquilizintli" (cigarra) y "Tlán" (lugar), las cuales unidas se interpretan como: "Lugar de Cigarras"

## Historia
Los primeros habitantes fueron cocas y caxcanes, pertenecían al reino de Tzaullan (Sayula). En la guerra del Salitre participaron al lado del rey de Colima, quien se cobró cara la ayuda sojuzgándolos y obligándolos a pagarle tributo. Los primeros españoles que se establecieron en el poblado pertenecían a las familias Vizcaíno. Durante la colonia fue estancia de Sayula, cabecera de la Provincia de Ávalos. Todavía a finales del siglo pasado ejercía la suprema autoridad entre los naturales el más anciano, lo denominaban Prioste y obedecían sus órdenes sumisamente. En 1563 el virrey Luis de Velasco les concede la marcación de linderos para poseer pacíficamente sus tierras, nombrando a Juan de Aviña Espinoza para realizarla.
A finales de la pasada centuria y principios de la presente, la minería alcanzó notorio incremento. Hallándose el poblado asentado en los ramales de la sierra de Tapalpa, se explotaban yacimientos de plata, oro, hierro, mercurio y cobre. La principal fundición se estableció en Ferrería de Tule en donde levantaron altos hornos para la fundición de toda clase de fierro fundido. A la sombra de esta bonanza se incrementó la industria hogareña de la fabricación de bolsas de ixtle, denominadas morrales, elaboradas por las clases sociales más humildes del poblado. La materia prima la extraían del mezcal silvestre que se denomina lechuguilla.
Desde 1825 pertenecía al 4° cantón de Sayula hasta 1910 en que Sayula se convirtió en el 11 cantón. No se conoce el decreto que creó este municipio pero se le menciona en el decreto del 13 de marzo de 1857.

## Escudo de armas
Es un escudo de forma española y cuartelado en cruz. La Parroquia de Nuestra Señora de la Asunción representa el fervor religioso de los oriundos de este municipio.  
El cerro denominado “El Chiquilichi” es uno de los elementos característicos en el paisaje de esta municipalidad y simboliza el lugar donde, según investigaciones, se asentaron sus primeros pobladores desde antes de la conquista. En su cima se ubica una cruz de madera que es una de las que se veneran en la fiesta de la Santa Cruz, del día 3 de mayo de cada año, por los grupos de trabajadores de la construcción. 
El valle con vegetación y la tierra surcada por el uso de un tractor simbolizan a las actividades agrícolas como una de las principales ramas de la economía del municipio.
El libro abierto y el pergamino son una alegoría al estudio y la superación como pilares fundamentales en la formación de quienes habitan en el municipio de Chiquilistlán. El pergamino significa el premio al esfuerzo y el libro representa la cultura y el conocimiento que se transmite a través del estudio. 
La cabeza de bovino y la milpa de maíz simbolizan los principales productos que generan las actividades agropecuarias en el municipio.
El cesto de otate representa un producto característico de las actividades artesanales que se desarrollan en Chiquilistlán y que consiste en la elaboración de artículos para el uso en el hogar y en el campo hechos con los tallos de la planta de otate. Otras creaciones que elaboran los artesanos son huaraches, chiquihuites, artículos muy finos de ixtle, tapetes y fajos (cinturones).  
La figura del pino alude a los bellos paisajes naturales que el municipio ofrece a sus habitantes y a quienes lo visitan, debido a que la mayor parte de su territorio está enclavado en la Meseta de Tapalpa que es una zona montañosa.  
El vocablo que ostenta la bordura, “Chiquilizintli”, representa el origen del nombre de Chiquilistlán que se interpreta como “lugar de cigarras”  y se deriva de las palabras “Chiquilizintli” (cigarra) y “tlán” (lugar).  
El yelmo, el airón y la banderola son elementos inspirados en el escudo representativo del Estado de Jalisco, y significan la defensa de los valores del municipio de Chiquilistlán. Los lambrequines en forma de follaje representan la majestuosidad de este pueblo.  
La tarea de diseñar y elaborar un escudo representativo del municipio se encomendó al señor José Pérez Suárez, Secretario y Síndico del Ayuntamiento 1986-1988. Desde el año de 1987 se ha utilizado como emblema de la municipalidad.

## Descripción geográfica

### Ubicación
El municipio de Chiquilistlán se localiza en la región Sierra de Amula del estado de Jalisco. Sus municipios colindantes son Ejutla, Atemajac de Brizuela, Tecolotlán, Tonaya, Juchitlán y Tapalpa. Tiene una extensión territorial de 315.52 kilómetros cuadrados.
El municipio colinda al norte con los municipios de Tecolotlán y Atemajac de Brizuela; al este con los municipios de Atemajac de Brizuela y Tapalpa; al sur con los municipios de Tapalpa, Tonaya y Ejutla; al oeste con los municipios de Ejutla, Juchitlán y Tecolotlán.

## Medio físico
El 51% del municipio tiene terrenos montañosos y la roca predominante es basalto (31.5%), rocas ígneas extrusivas básicas, de origen volcánico. El suelo predominante es el regosol (33.0%), son de poco desarrollo, claros y pobres en materia orgánica pareciéndose bastante a la roca que les da origen. El bosque (56.9%) es el uso de suelo dominante en el municipio.

### Hidrografía
Los tipos de recursos hídricos del municipio están constituidos por aguas subterráneas, ríos y lagos. El territorio está ubicado dentro de 1 acuífero del cual el 0% no tienen disponibilidad y el 100.00% se encuentra con disponibilidad de agua subterránea. 
El territorio municipal está dentro de las cuencas El Rosario, Las Piedras de las cuales el 100.0% tienen disponibilidad y el 0% presentan déficit de disponibilidad de agua superficial. Sus recursos hidrológicos están constituidos por los ríos y arroyos que forman la subcuenca hidrológica río Tuxcacuesco, perteneciente a la región hidrológica Pacífico-Centro. Sus principales ríos son: Capula y Mortero, que componen el río Ferrería; se encuentran los arroyos: La Lima, Jalpa, Los Sauces y El Plan; además de los manantiales: La Manzanilla, Ojo de Agua, Las Pilas, Carrizales, El Colomo y Laguna de Milpillas.

### Clima, temperatura y precipitación
La mayor parte del municipio tiene un clima semicálido semihúmedo. La temperatura media anual es de 19 °C, y su temperatura mínima y máxima promedio oscila entre los 7.7 °C y 30.1 °C. La precipitación media anual es de 899 milímetros (mm) mientras que la precipitación promedio acumulada es de 609.11 mm.. El régimen de las lluvias se registra en junio, julio y agosto.

## Sequía
A nivel municipal la sequía extrema es la que tiene una mayor distribución con un 49.7%, seguida por severa, moderada y excepcional con un 22, 13 y 12 por ciento respectivamente.

## Flora y fauna

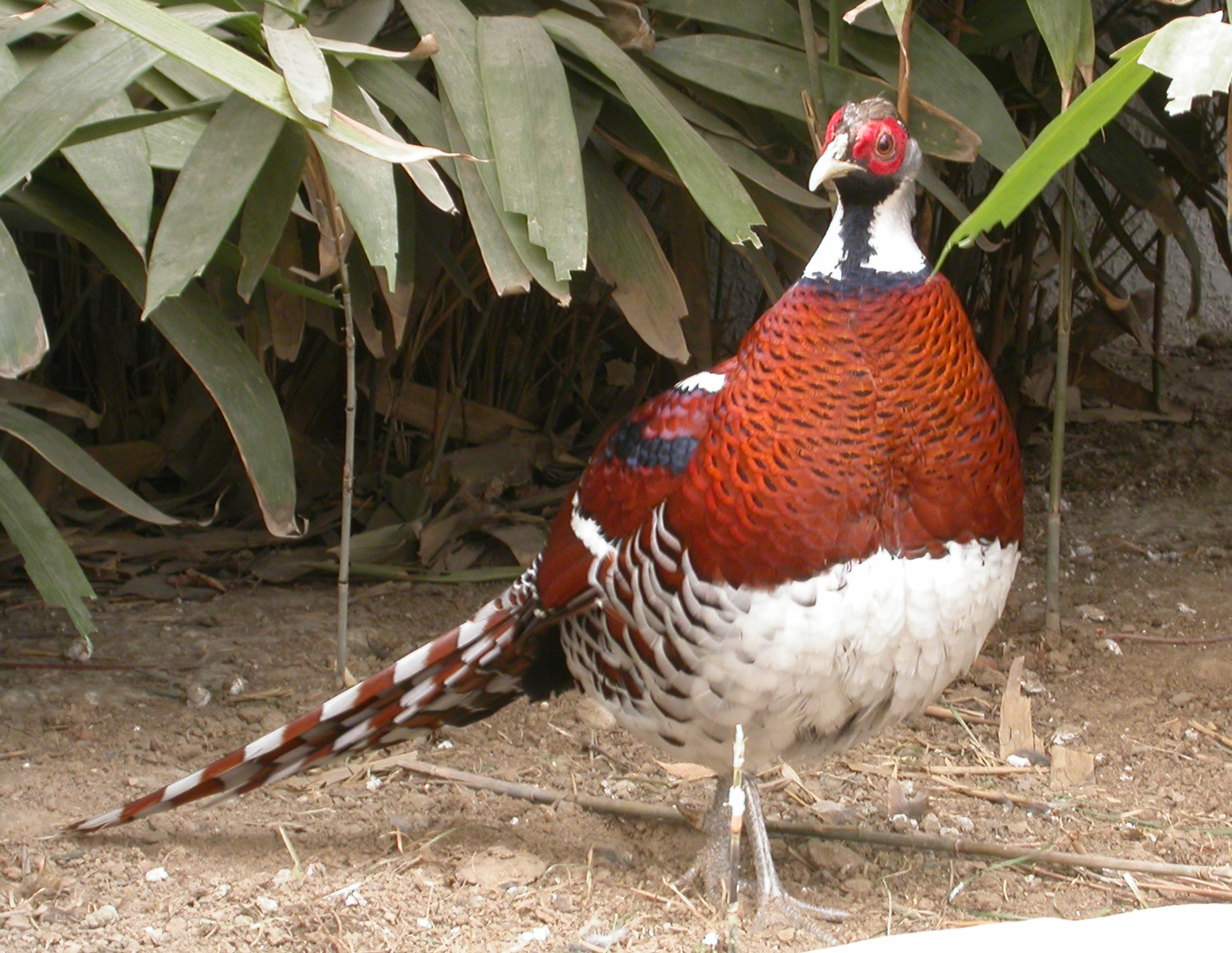
El faisán habita en el municipio.

La flora está compuesta por pino, roble, encino, pinabete, cedro, huaje, tepehuaje, tepame y huizache.
En esta región habitan:
- venado[7]
  - Odocoileus virginianus
- coyote[7]
  - Canis latrans
- puma[7]
  - Puma concolor
- liebre[7]
  - Lepus callotis
- tuza[7]
  - Familia Geomydae
- mapache[7]
  - Procyon lotor
- tejón[7]
  - Nasua narica
- ardilla[7][8]
  - Sciurus aureogaster[8]
  - Otospermophilus variegatus[8]
- tlacuache[8]
  - Didelphis virginiana[8]

- murciélago[8]
  - Artibeus hirsutus[8]
  - Leptonycteris yerbabuenae[8]
  - Desmodus rotundus[8]
  - Mormoops megalophylla[8]
- ocelote[8]
  - Leopardus pardalis[8]
- zorra gris[8]
  - Urocyon cinereoargenteus[8]
- faisán común[7]
- faisán blanco[7]
- paloma habanera[7]
- codorniz[7]

## Infraestructura
el municipio cuenta con 16 servicios públicos, de los cuales destacan 13 escuelas, seguido de 6 templos e instalaciones deportivas o de recreación con 5.

### Salud
De acuerdo con los registros de la secretaría de salud, en el municipio se encuentran 4 unidades de servicio de salud como lo son consultorios, hospitales generales y especializados, oficinas administrativas, farmacias, laboratorios, unidades de medicina familiar, de especialidades médicas y móviles. De las cuales 4 corresponden a la Secretaría de Salud (SSJ).

## Economía y empleo
Conforme a la información del Directorio Estadístico Nacional de Unidades Económicas (DENUE) de INEGI, el municipio de Chiquilistlán cuenta con 202 unidades económicas al mes de mayo de 2024 y su distribución por sectores revela un predominio de establecimientos dedicados a Comercio, siendo estos el 50.99% del total en el municipio.

### Empleo
Para junio de 2024 el IMSS reportó un total de 195 trabajadores asegurados, lo que representó para el municipio de Chiquilistlán una disminución anual de 15 trabajadores en comparación con el mismo mes de 2023, debido a la baja del registro de empleo formal de algunos de sus grupos económicos principalmente el de Construcción de edificaciones y de obras de ingeniería civil. En función de los registros del IMSS el grupo económico que más empleos presentó dentro del municipio de Chiquilistlán fue el de Construcción de edificaciones y de obras de ingeniería civil, ya que en junio de 2024 registró un total de 57 trabajadores concentrando el 29.23% del total de asegurados en el municipio. El segundo grupo económico con más trabajadores asegurados fue el de Servicios financieros y de seguros (bancos, financieras, compañías de seguros, etc.), que para junio de 2024 registró 44 trabajadores asegurados que representan el 22.56% del total de trabajadores asegurados a dicha fecha. El tercer grupo de trabajadores asegurados se concentra en el sector agrícola con un 19%.

## Demografía y localidades
según el Censo de Población y Vivienda 2020, su población en ese año era de 5,983 personas; de las cuales el 49.7 por ciento eran hombres y 50.3 por ciento mujeres. Las y los habitantes del municipio representaban el 3.3 por ciento del total regional. Comparando este volumen poblacional con el del año 2015 (6,102 habitantes), se observa que la población municipal disminuyó un 1.95 por ciento en cinco años.

### Localidades
En 2020 Chiquilistlán contaba con 23 localidades, de éstas, 3 eran de dos viviendas y 8 de una. La localidad de Chiquilistlán era la más poblada, con 4,299 personas, que representaban el 71.9% de la población del municipio; le seguía Jalpa con el 7%, Agua Hedionda (San José de la Peña) con el 4.1%, El Ranchito con el 4.1% y Agua Delgada (Los Llanitos) con el 3.4% del total municipal.
| Código INEGI      | Localidad         | Población (2020) |
| ----------------- | ----------------- | ---------------- |
| 140320001         | Chiquilistlán     | 4 299            |
| Otras localidades | Otras localidades | 1 684            |
| Total municipal   | Total municipal   | 5 983            |

## Migración
El índice de intensidad migratoria se ubicó en 61.19 puntos lo que representa un grado de intensidad migratoria alto.

## Pobreza por carencia social
Respecto a las carencias sociales en 2020, destaca que el indicador de carencia por acceso a la seguridad social es el acceso a la seguridad social, con un 82.3 por ciento, que en términos absolutos representa 4,946 habitantes. En contraste, el que menos proporción de población presentó fue el de acceso a los servicios de salud, con el 15 por ciento. Otros indicadores como acceso a servicios báscios de la vivienda, rezago educativo, calidad y espacios de la vivienda y acceso a la alimentación se ubicaron en porcentajes de 41%, 24%, 16% y 15%.

## Índice de desarrollo municipal (IDM)
Chiquilistlán obtiene un desarrollo institucional Muy Alto con un IDM-I de 69.9.

## Promedio mensual de carpetas de investigación
Durante el periodo de junio 2023 a mayo de 2024, se abrieron un total de 24 carpetas de investigación con un promnedio mensual de 2 carpetas de investigación abiertas en donde le delito con mayor investigación fue el de daño a la propiedad. 

## Religión
El 94.5% profesa la religión católica; sin embargo, también hay creyentes de los testigos de Jehová, Iglesia La Luz del Mundo, protestantes y otras doctrinas. El 0.82% de los habitantes ostentaron no practicar religión alguna.

## Cultura
- Artesanías: cuenta con talleres donde se trabaja el otate, se elaboran huaraches, chiquihuites, canastas de otate, artículos de ixtle, portarretratos, manteles individuales, alajeros, jarrones, tortilleros, bolsas, servilleteros, entre otros.

- Trajes típicos: una camisa y calzón de manta con ceñidor y huaraches de dos correas.

- Chiquilistlán se destaca a nivel nacional por su innovación y maestría en la creación de artesanías utilizando la fibra del ocote. Los artesanos locales han perfeccionado el arte de elaborar bisutería exquisita, incluyendo aretes, pulseras, collares y una amplia variedad de artículos, todos confeccionados con hilo de chapa de oro. Esta dedicación y habilidad han posicionado a Chiquilistlán como un referente en el mundo de las artesanías, celebrando y preservando una tradición que combina creatividad y técnicas ancestrales.

## Gastronomía
- Gastronomía: destacan la birria de borrego y cabrito, pollo al pastor, tamales de ceniza, torta de garbanzo, capirotada y tortas de camarón con nopales; de sus postres destacan las trompadas de leche quemada, el moscorrofio, borrachitos y la cachaza; de sus bebidas el mezcal, alfeñique y el ponche.

## Turismo

### Sitios de interés
- Cascadas de Comala en Chiquilistlán, Jalisco.

La sierra de Chiquilistlán.
- Cascada del Agostadero.

- Cascada de LLanitos.

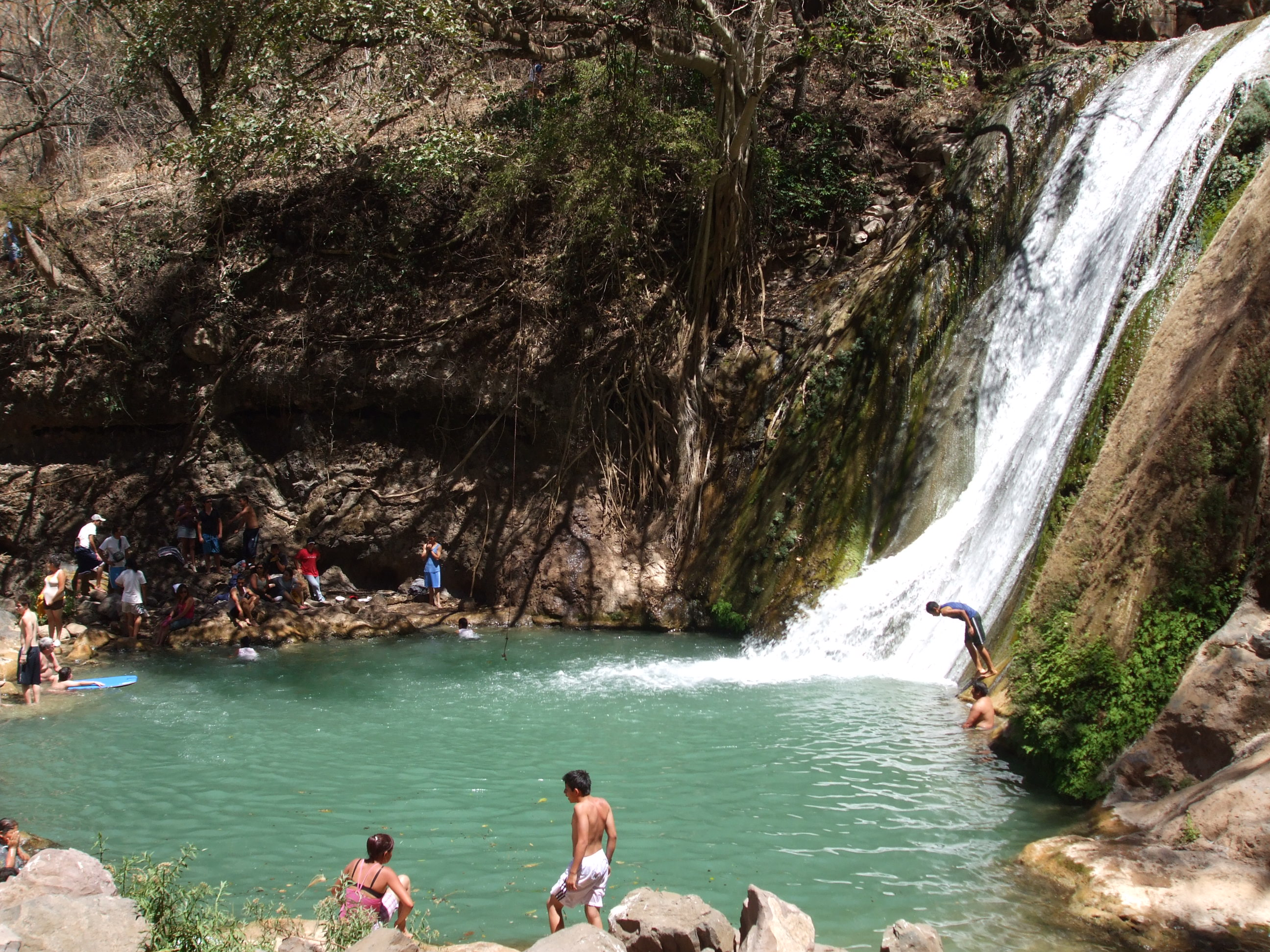
Cascadas de Comala en el Municipio de Chiquilistlán, Jalisco.

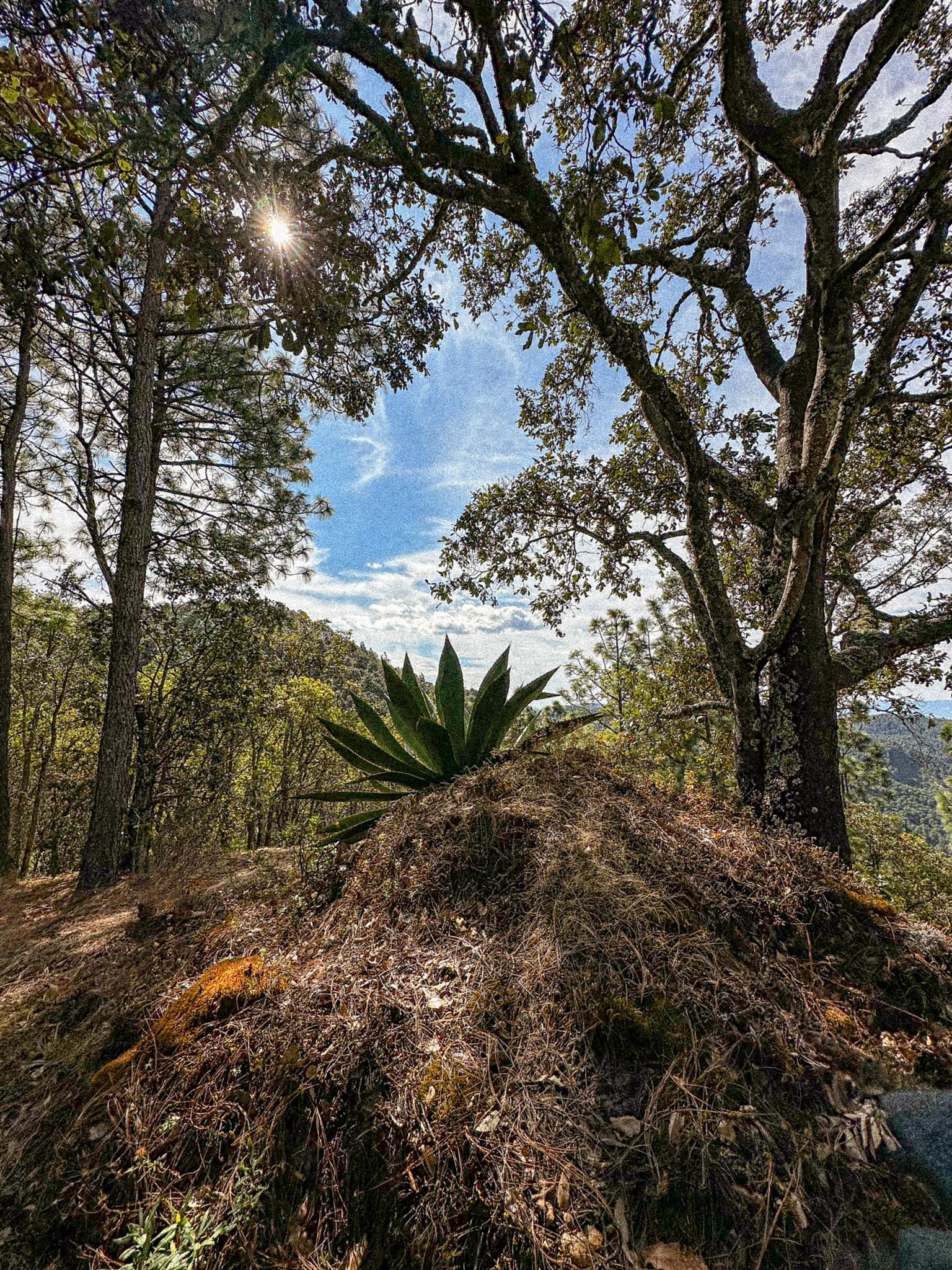
Sierra de Chiquilistlán en Mazati

- Arcos del Mortero construcción del siglo XVI.
- El cerro de Chiquilichi.
- El Ranchito.

| - El Salitre. - Río de Capula. - Plaza principal. - El acueducto. - Cabañas. |

### Fiestas
| - Fiesta a la Virgen de la Asunción: el 15 de agosto. - Fiesta de San Juan Bosco: el 31 de enero. - Fiesta a Nuestra Señora del Refugio: el 4 de julio. - Fiesta a la Virgen de Guadalupe: 12 de diciembre. | - Día de la bandera: el 24 de febrero. - Fiestas patrias: el 16 de septiembre. - Día de la Revolución: el 20 de noviembre. |

## Gobierno
Su forma de gobierno es democrática y depende del gobierno estatal y federal; se realizan elecciones cada tres años, cuando se elige al presidente municipal y su cabildo.
El municipio cuenta con 27 localidades, siendo las más importantes: Chiquilistlán (cabecera municipal),  Jalpa (delegación), San José de la Peña, Comala, Cofradía de Jalpa, Los Llanitos, El Agostadero, El Limoncito, Capula, Citala, Almazalte, Limoncito, San Cristóbal, Guamúchil, Milpillas, Moralete, Agua Delgada, El Realito, El Mortero, Churinzio y La Mora.

### Presidentes municipales
| Presidente municipal                | Período               | Partido político | Notas                                                 |
| José Manuel Lepe Santana            | 01-01-1983–31-12-1985 | PRI              |                                                       |
| Francisco Guadalupe Enríquez Michel | 01-01-1986–31-12-1988 | PRI              |                                                       |
| J. Rafael Cisneros de la Torre      | 1989–1992             | PRI              |                                                       |
| J. Manuel Asunción Lepe Santana     | 1992–1995             | PRI              |                                                       |
| Antonio Corona Monroy               | 1995–1997             | PRI              |                                                       |
| José Luis Santana Mendoza           | 01-01-1998–31-12-2000 | PRI              |                                                       |
| Jaime Aguilar Castañeda             | 01-01-2001–31-12-2003 | PRI              |                                                       |
| Pablo Baltazar Pérez                | 01-01-2004–31-12-2006 | PAN              |                                                       |
| Josafat Santana Castillo            | 01-01-2007–31-12-2009 | PAN              |                                                       |
| Juan Carlos Gudiño Ruelas           | 01-01-2010–30-09-2012 | PRI Panal        | Coalición "Alianza por Jalisco"                       |
| Jesús Salvador Cuenca Cisneros      | 01-10-2012–30-09-2015 | PRI PVEM         | Coalición "Compromiso por Jalisco"                    |
| Carlos Alberto Corona Bayardo       | 01-10-2015–30-09-2018 | PRD              |                                                       |
| María Pérez Enríquez                | 01-10-2018–30-09-2021 | PRI              |                                                       |
| Álvaro González Alvarado            | 01-10-2021–30-09-2024 | Hagamos MC       | El 15-03-2022 se mudó al partido Movimiento Ciudadano |
| Álvaro González Alvarado            | 01-10-2024–30-09-2027 | MC               | Fue reelegido                                         |

### Personas destacadas
- Zenaido Michel Pimienta, periodista y profesor.
- Ramón Aguilar y Aguilar, escritor.

### Hechos históricos
- 1535. Fundación del poblado que hoy es la cabecera municipal.
- 21 de abril de 1563. El virrey Luis de Velasco concede las tierras a los naturales.
- 6 de junio de 1563. Se dio la posesión de dichas tierras.
- 12 de agosto de 1563. Se expidieron en "dos pliegos y dos planas blancas" los títulos respectivos.
- 1823. En la Estadística de la Provincia de Guadalajara ya se menciona a Chiquilistlán como ayuntamiento
- 13 de marzo de 1857. Para esta fecha, Chiquilistlán tiene ya categoría de municipio según consta en un decreto del Congreso del Estado.